# My Oh My (Aqua-dal)
A My Oh My című dal a dán Aqua 3. kimásolt kislemeze az Auqarium című stúdióalbumról, mely 1997 februárjában jelent meg a Barbie Girl, a Doctor Jones, és a Turn Back Time előtt. Mint sok korai Aqua dal, ebben is Nystrøm Rasted és Rene Dif énekelnek. Az Egyesült Királyságban a 6. helyezett volt a dal, a csapat legalacsonyabb slágerlistás helyezést elért Good Morning Sunshine című kislemezig.

## Videoklip
A videóban a csapat négy tagja egy kalózhajón látható. Lene-t elrabolják a kalózok (az együttes tagjai) , majd felfedezik a kincset. A videoklipet Peder Pedersen rendezte, aki több videoklipet készített az együttesnek.

## Számlista
12"  Olaszország
A oldal
1. "My Oh My" (Radio) – 3:22
2. "My Oh My" (Extended) – 5:03
3. "My Oh My" (Disco '70s) – 3:23

B oldal
1. "My Oh My" (Spike, Clyde'N'Eightball) – 5:02
2. "My Oh My" (H2O) – 7:32
3. "My Oh My" (Original) – 0:59

## Slágerlista
| Slágerlista (1997–1998)                                 | Legjobb helyezés |
| ------------------------------------------------------- | ---------------- |
| Ausztria (Ö3 Austria)                                   | 15               |
| Belgium (Ultratop Flanders)                             | 14               |
| Ausztria (Ultratop 50 Wallonia)                         | 3                |
| Dánia (IFPI)                                            | 1                |
| Európa (European Hot 100 Singles)                       | 6                |
| Európa (Eurochart Hot 100)                              | 17               |
| Franciaország (Single Top 100)                          | 4                |
| Németország (Official German Charts)                    | 12               |
| Izland (Íslenski Listinn Topp 40)                       | 7                |
| Írország (IRMA)                                         | 30               |
| Olaszország (Musica e dischi)                           | 6                |
| MTV Europe                                              | 4                |
| Hollandia (Dutch Top 40)                                | 12               |
| Hollandia (Single Top 100)                              | 17               |
| Új-Zéland (Recorded Music NZ)                           | 17               |
| Norvégia (VG-lista)                                     | 20               |
| Skócia (Official Charts Company)                        | 2                |
| Spanyolország (AFYVE)                                   | 6                |
| Svédország (Sverigetopplistan)                          | 4                |
| Svájc (Schweizer Hitparade)                             | 19               |
| Egyesült Királyság UK Singles (Official Charts Company) | 6                |

### Év végi összesítések
| Slágerlista (1998)                   | Helyezés |
| ------------------------------------ | -------- |
| Németország (Official German Charts) | 92       |

## Minősítések
| Ország        | Minősítés | Eladások |
| ------------- | --------- | -------- |
| Belgium (BEA) | arany     | 25.000   |